# 千本浜

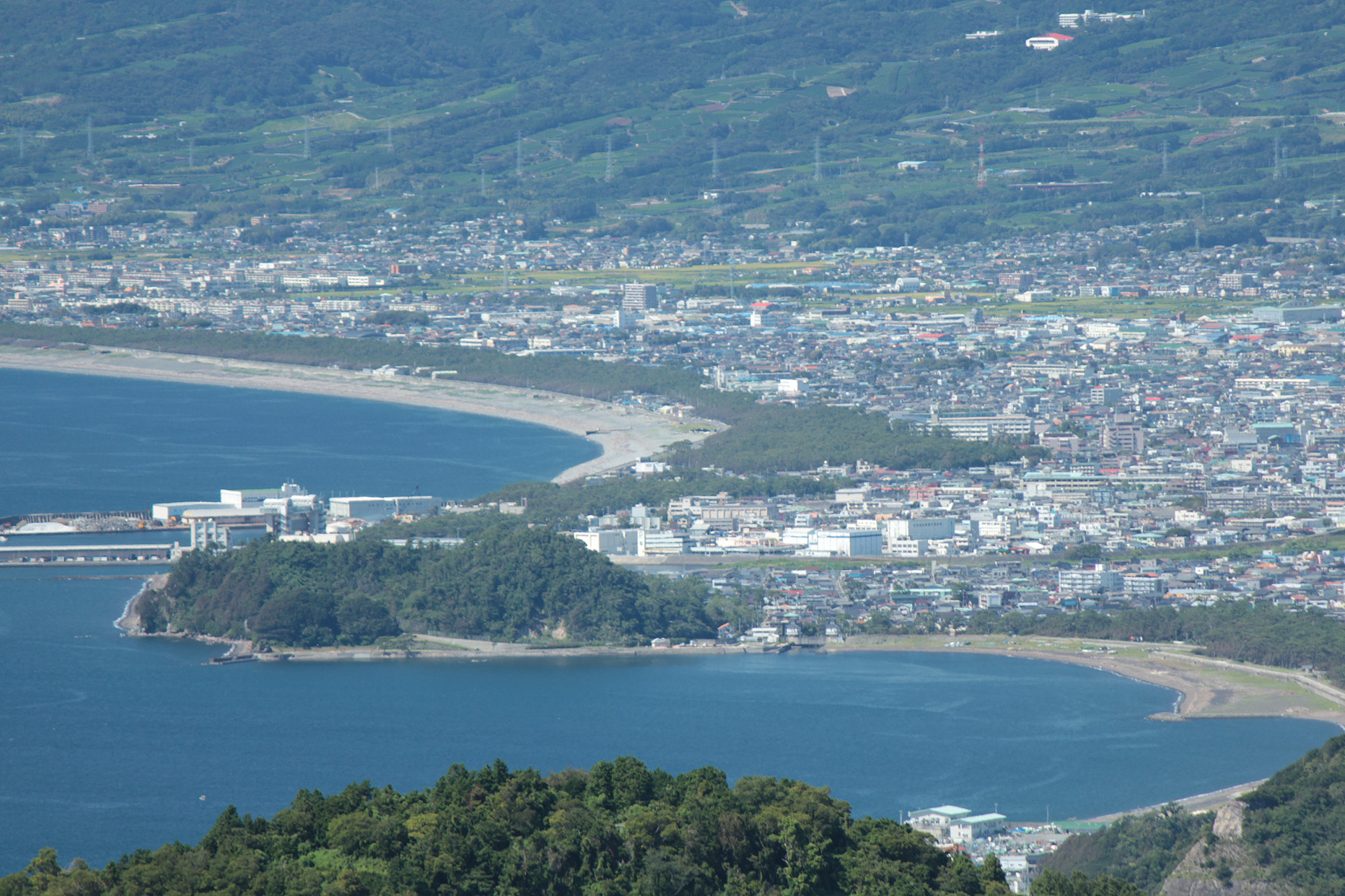
駿河湾と千本浜。右手前は島郷海岸

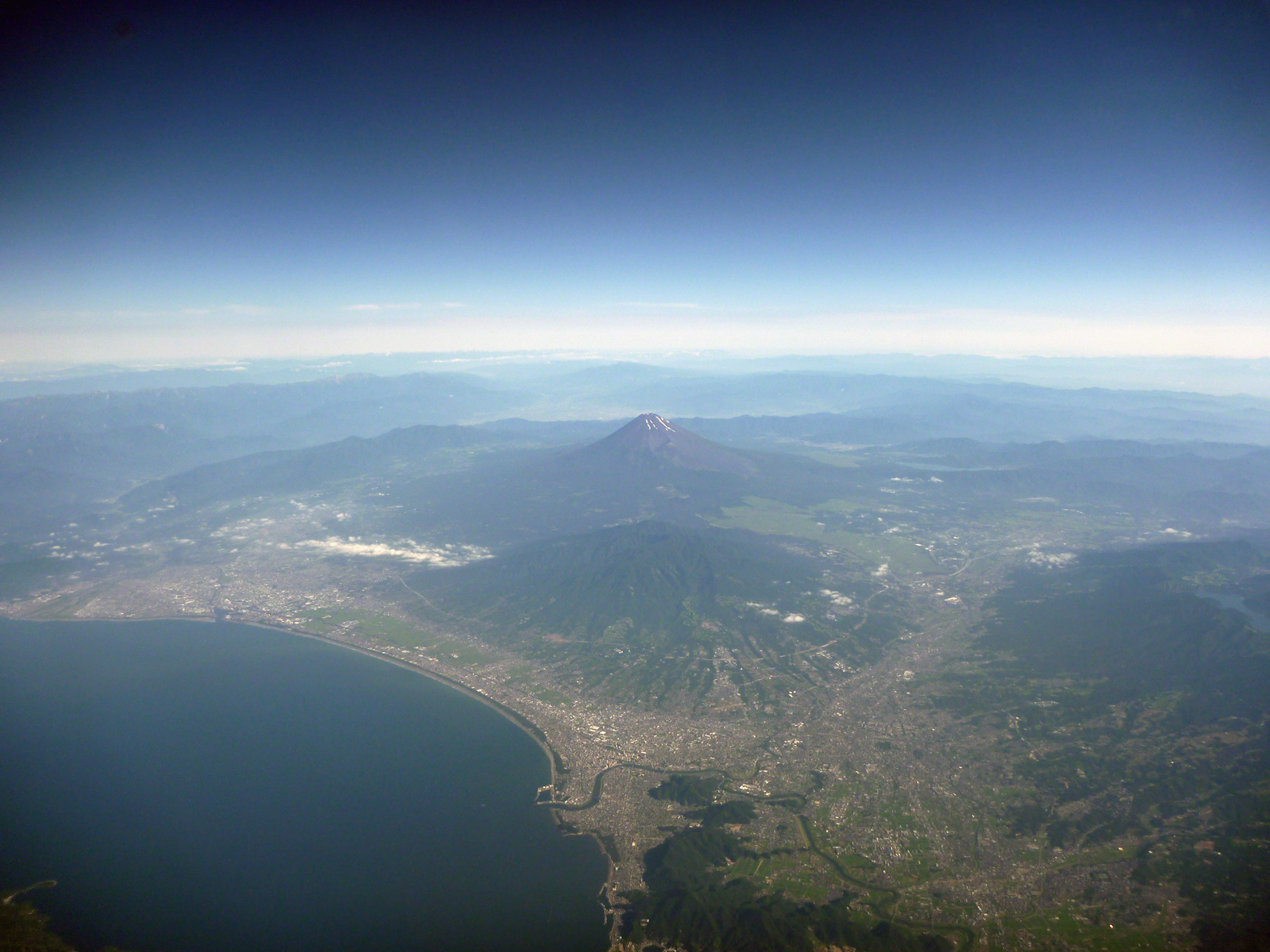
駿河湾と富士海岸

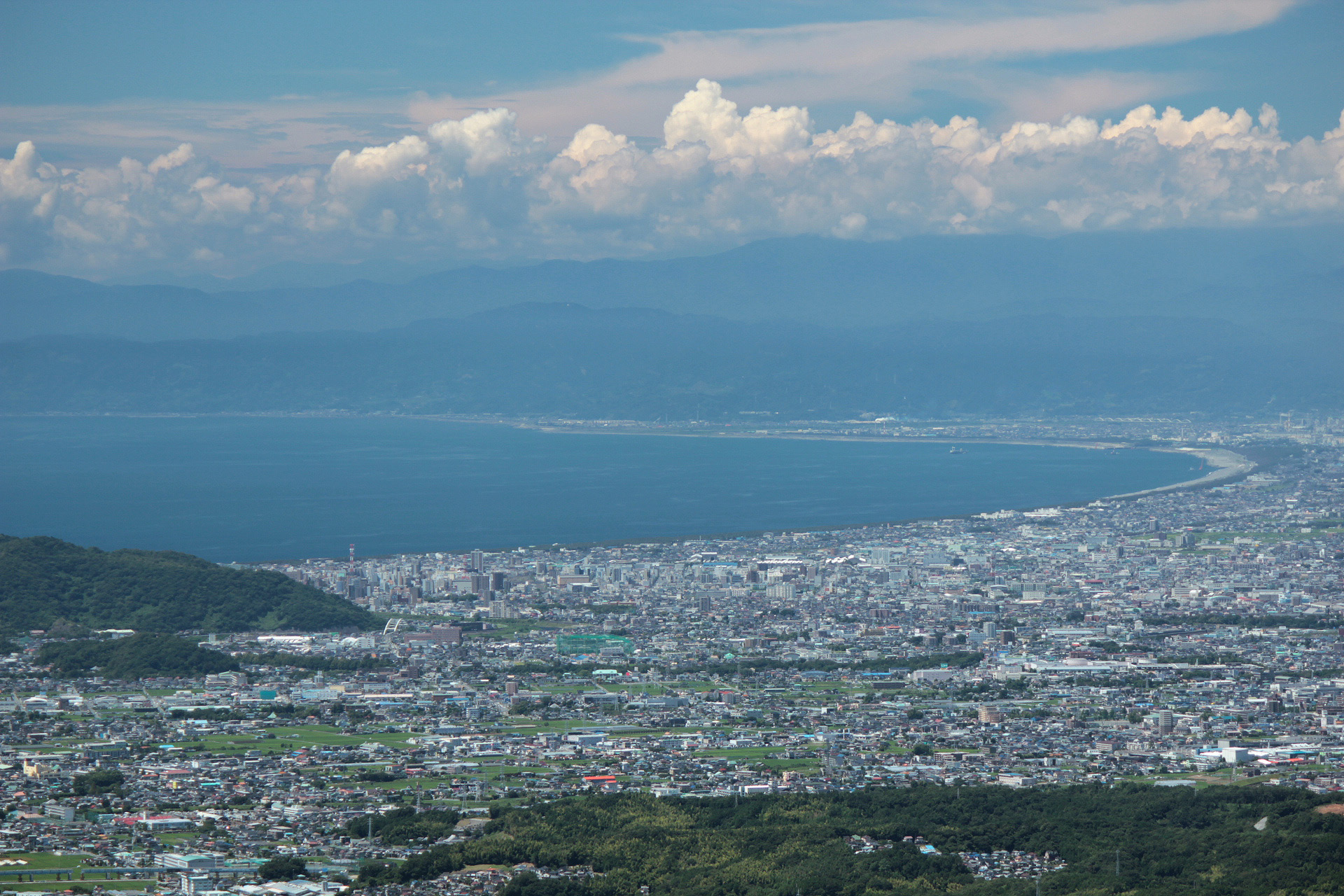
駿河湾と富士海岸

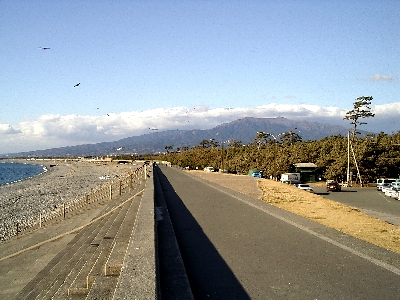
千本浜の防潮堤と千本松原

千本浜（せんぼんはま）は、静岡県沼津市の海岸。夏場には千本浜海水浴場として賑わう。
駿河湾の湾奥、沼津港の脇から富士市の富士川河口までの、約19kmに亘る富士海岸の東端域が千本浜である。防潮堤と千本松原の松林が市街地とを隔てる。
沼津港の防波堤による沿い波の影響などにより襲来波浪の増大して砂浜の侵食が生じ、1991年から「なぎさリフレッシュ事業」として、人口リーフや、傾斜堤の設置、養浜が行われ1999年度末に事業が完了した。

## 防潮堤
東海地震で懸念される津波の被害を防ぐため、海岸線に沿って防潮堤が造成されている。このため千本松原の景観を損ねているとの意見もある。
その一方で防潮堤上は長く連なる遊歩道となっており、地元住民のランニングコースや散歩に利用され、観光客も訪れる。毎年10月中旬には市主催の「千本浜ファミリーマラソン大会」が行われる。

## 花火大会
毎年8月後半には市民協賛による花火大会「サンセットページェント」が開催されていた。この祭りは毎年7月末に開催される「沼津夏まつり・狩野川花火大会」とならんで、同地域を代表する花火大会であったが、2011年に廃止された。

## 寒中水泳
毎年1月1日（元旦）に、沼津水泳連盟が主催して、当海岸で寒中水泳大会が開かれている。静岡県内外から老若男女が集まり、参加者は⼊念に準備運動を行った後、気勢を上げながら次々と海に⾶び込む。健康な人であれば誰でも、当日自由に参加可能とのこと。